# Adam Malicki (geograf)
Adam Malicki (ur. 7 stycznia 1907 w Przemyślu, zm. 27 maja 1981) – polski geograf, dr hab., prodziekan Wydziału Przyrodniczego Uniwersytetu Marii Curie-Skłodowskiej.

## Życiorys
Był absolwentem Uniwersytetu Jana Kazimierza we Lwowie, w 1932 obronił pracę doktorską Kras gipsowy Podola Pokuckiego, w 1945 uzyskał stopień doktora habilitowanego. W 1946 uzyskał tytuł profesora nadzwyczajnego, a w 1958 tytuł profesora zwyczajnego. 
Został zatrudniony na stanowisku kierownika w Zakładzie Geografii Fizycznej Uniwersytetu Marii Curie-Skłodowskiej, oraz był prodziekanem na Wydziale Przyrodniczym Uniwersytetu Marii Curie-Skłodowskiej.

## Odznaczenia i wyróżnienia
- Krzyż Kawalerski Orderu Odrodzenia Polski[1]
- Odznaka Za Zasługi dla Lubelszczyzny[1]
- Medal 10-lecia Polski Ludowej[1]
- Medal 30-lecia Polski Ludowej[1]
- Honorowy tytuł Zasłużony Nauczyciel PRL[1]
- Krzyż Oficerski Orderu Odrodzenia Polski (dwukrotnie)[1]
- Złoty Krzyż Zasługi[1]